# Russ Granik
Russell T. Granik, meglio noto come Russ Granik (Spring Valley, 10 luglio 1948), è un dirigente sportivo e avvocato statunitense.

## Carriera
Laureatosi nel 1969 al Dartmouth College e nel 1973 alla Harvard Law School, ha fatto parte degli organismi dirigenti della NBA per trent'anni. Ha iniziato la carriera di dirigente sportivo nel 1976 come membro dello staff legale della NBA, venendo nominato vice consigliere generale due anni dopo e consigliere generale nel 1980.
Nel 1984 è subentrato a David Stern, nel frattempo nominato commissioner della NBA, nella carica di vice presidente esecutivo; nel 1990 è stato scelto come direttore operativo, rimanendo in carica fino al 2006.
Dal 1996 al 2000 è stato a capo della USA Basketball di cui in precedenza (1989-1996) era stato vice presidente. Dal 2003 al 2007 è stato il presidente del consiglio di amministrazione del Naismith Memorial Basketball Hall of Fame
Nel 2013 è stato inserito tra i membri del Naismith Memorial Basketball Hall of Fame in qualità di contributore.